# 桑田佳祐&Mr.Children
桑田佳祐&Mr.Children（くわたけいすけ アンド ミスターチルドレン）は、サザンオールスターズの桑田佳祐とMr.Childrenによるコラボレーション企画として結成した期間限定バンドである。プロデュースは小林武史。

## メンバー
| 名前     | よみ              | 生年月日と年齢         | 担当     | 所属バンド           |
| -------- | ----------------- | ---------------------- | -------- | -------------------- |
| 桑田佳祐 | くわた けいすけ   | 1956年2月26日（69歳）  | ボーカル | サザンオールスターズ |
| 桜井和寿 | さくらい かずとし | 1970年3月8日（55歳）   | ボーカル | Mr.Children          |
| 田原健一 | たはら けんいち   | 1969年9月24日（55歳）  | ギター   | Mr.Children          |
| 中川敬輔 | なかがわ けいすけ | 1969年8月26日（55歳）  | ベース   | Mr.Children          |
| 鈴木英哉 | すずき ひでや     | 1969年11月14日（55歳） | ドラムス | Mr.Children          |

## 概要
サザンオールスターズとしての活動を休止し、1993年から1994年にかけてアルバム『孤独の太陽』発売に向け本格的なソロ活動を送っていた桑田佳祐と、シングル「CROSS ROAD」以降前年発売のシングルを全て120万枚以上を売り上げて、急激に知名度と人気を上げていたMr.Childrenが合体して生まれたバンドである。
本プロジェクトはAct Against AIDS（AAA）に参加していた桑田と、1987年ころから桑田ソロやサザンオールスターズのプロデュース、編曲やサポートメンバーとして関わっていた小林武史の交友から、小林がプロデュースするMr.Childrenとのコラボレーションが実現し、その中で制作された楽曲が「奇跡の地球」である。
この企画は双方に接点のある小林が発起しすすめたもので「桜井が（音楽界の大御所である）桑田さんと共演することで、桜井和寿にもっと成長してほしい」という意図があった。小林としては既に桑田サイド（ソロ、サザン含め）の長年のプロデュースから離れた時期でもあり、これが桑田作曲の最後のプロデュースとなっている。レコーディング風景はMr.Childrenの記録映画『【es】 Mr.Children in FILM』で一部確認することができ、桑田の姿も確認できる（そのために映画クレジットにもKEISUKE KUWATAの文字が記載されている）。
シングル「奇跡の地球」発売とそれによるテレビ出演などで活動を終え、「奇跡の地球」自体も1995年6月までの限定生産となっている。その後作品発表などで両者の共演はないが、桑田は「桜井君には勝てない」「個人的に日本で一番才能があるライターでありシンガーです」と述べ桜井を高く評価し、桜井も桑田をアーティストとして尊敬するコメントを雑誌などのインタビューなどでいくつか残しており、お互いを尊敬や讃え合うなど良好な関係が続いている。
2001年には桜井（サポートとしてドラムスの鈴木英哉）が桑田のレギュラー番組『桑田佳祐の音楽寅さん 〜MUSIC TIGER〜』にゲスト出演し、カラオケPRIDE対決と題して共演した。それぞれがお互いの持ち歌や他アーティストの楽曲をカラオケで歌い最後には2人で「奇跡の地球」を披露したが、カラオケ機の採点した得点は意外にも39点であった（対決自体は桜井の圧勝に終わっている）。
2006年には小林と桜井を中心に主催されている『ap bank fes '06』に桑田がソロで出演し、11年ぶりに「奇跡の地球」をデュエットし話題となった。また、その1ヵ月後の『THE 夢人島 Fes.』でも共演を果たし、桑田と桜井の弾き語りによる「奇跡の地球」が披露された。

## 作品

### シングル
|     | 発売日        | タイトル   | 形態  | 規格品番 | 順位 | 収録アルバム    |
| --- | ------------- | ---------- | ----- | -------- | ---- | --------------- |
| 1st | 1995年1月23日 | 奇跡の地球 | 8cmCD | AAA-1    | 1位  | TOP OF THE POPS |